# کاترین پترسون

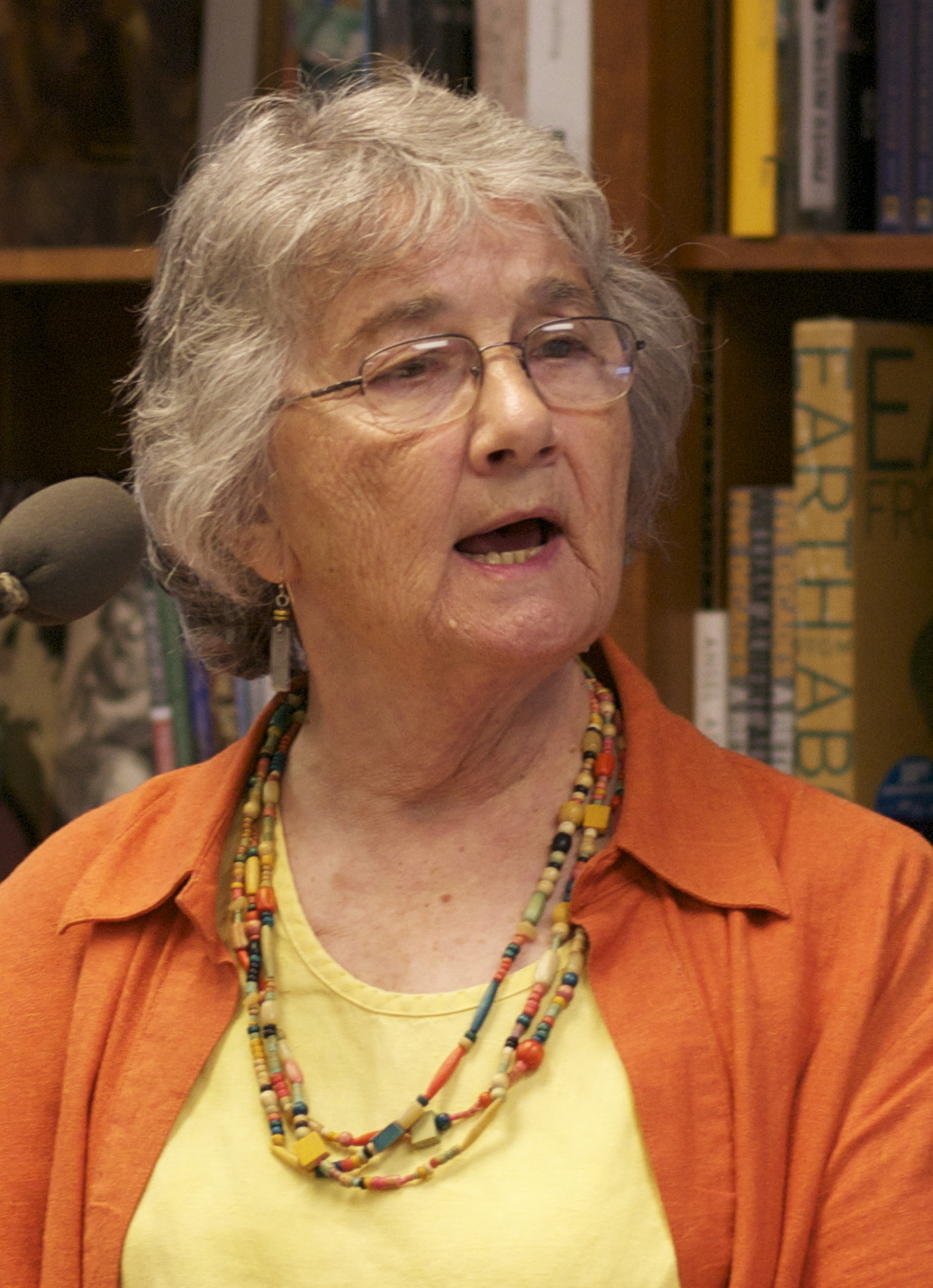
کاترین

 کاترین پترسون (انگلیسی: Katherine Paterson؛ زادهٔ ۳۱ اکتبر ۱۹۳۲) یک نویسنده اهل ایالات متحده آمریکا است. وی همچنین برنده جوایزی همچون جایزه هانس کریستیان آندرسن و جایزه آسترید لیندگرن شده است.